# Візитантки
Візитантки, Орден відвідин Пресвятої Діви Марії (лат. Ordo Visitationis Mariae, OVM) — жіночий католицький чернечий орден, заснований Франциском Салезьким та Жанною де Шанталь (зараховані до лику святих) в 1610 році.
Спочатку орден створювався як споглядально-діяльний, поряд з самітницьким життям в монастирі сестри повинні були відвідувати бідних і хворих, але вже через 8 років після заснування він став повністю самітницький.
Черниці живуть за полегшеним статутом св. Августина.

## Організація
В 1998 році Орден візитанток налічував 2732 черниць в 151 монастирях.
Монастирі ордена знаходяться у Франції, Італії, Німеччини, Польщі, Бельгії, Іспанії, Португалії, США, Австрії, Мексиці, Канаді, Угорщини, Ірландії та інших країнах.
За статутом всі монастирі ордена є автономні, і підпорядковані місцевій церковній владі. Всі монастирі об'єднані «зв'язком любові» (з Конституції Ордену) і тому вони в змозі зберегти єдність всього ордену. За традицією головна резиденція знаходиться в Ансі.
У Ансі співтовариство нараховує близько п'ятнадцяти закритих черниць, які живуть за рахунок виробництва вафель, вишивок та рецептів.

## Історія
Орден був заснований в Ансі в 1610 році. Першою настоятелькою ордену була св. Жанна де Шанталь, першим духовним керівником ордену — св. Франциск Салезький.
В 1604 році Жанна де Рабутін — Шанталь зустрілася в Діжоні з Франциском Салезьким, будучи молодою вдовою у віці 28 років, маючи 4-х дітей. Між ними виникла тісна релігійна дружба, яка і привела до заснування у Ансі Ордену Відвідини Пресвятої Діви Марії.
Пізніше Жанна-Франсуаза Фремут, вдова барона де Шанталь під духовною опікою єпископа Женеви Франциска Салезького, погоджується вести групу, яку вони хотіли присвятити уривку з Євангелія — Відвідини, де Марія, вагітна Христом, йде, щоб допомогти її двоюрідній сестрі Єлисаветі, похилого віку, і вагітній Іваном Хрестителем — тому головним завданням черниць є відвідування хворих і бідних (звідси і назва — візитантки).
6 червня 1610 року перша група людей, а саме: Жанна де Шанталь, Жаклін Фавр, Жанна-Шарлотта де Бречард і Енн Жаклін-Кості, переїхали в Ансі у Савойське герцогство, в маленький будиночок на околиці міста, «Дім Галереї», що походив від капуцинів, і був переданий герцогу Савойському. Станом на жовтень, щоденним спілкуванням група перетворюється в невелику громаду.
6 червня 1611 року — після року послушництва під керівництвом Франциска Салезького, чотири жінки утворили цю маленьку громаду віруючих.
30 жовтня 1611 року — «Дім Галереї» для братства став занадто малий, і щоби вмістити більше 14 осіб (сестри, бідні і хворі), Жанна де Шанталь вирішує купити будинок Ніколлін, що розташований між монастирем і річкою Тіу. Але незабаром після припливу бажаючих Жанна де Шанталь хотіла відкрити другий монастир, та вона марно намагалася викупити «Дім» назад. Проте сестри змогли викупити його в 1657 році.
Станом на 1 січня 1612 року, сестри вже відвідують хворих у місті. Наявність черниць на вулицях і в нетрях міста («світу») не схвалюється церковною владою в зв'язку з Контрреформацією. Тож, станом на 1615, від цього напрямку апостольської діяльності відмовилися.
18 вересня 1613 року Маргарита Савойська, герцогиня Мантуї, дочка герцога Карла Еммануїла І Савойського та Каталіна Мікаела Австрійська заклали перший камінь у фундамент монастиря в Ансі, який завершили у 1614 році.
Франциск Салезький не в змозі подолати заперечення Деніса-Симона де Маркемонта, кардинала-архієпископа з Ліону і погоджується, згнітивши серце суворим закриттям, яке відповідало релігійним папським поглядам, бачачи: «суспільство жінок, не прості клятви, не заточене, активне, відкрите для всіх, інвалідів і хворих, по догляду поза бідним, хворим і нужденним. Строгості цього інституту будуть включати розроблені правила духовного життя, зі насліддям слухняності, взаємної доброти, ніжності, поваги до правил, заснованими на смиренні, цнотливості, бідності.»
З 1615 по 1616, він написав так звану Конституцію Ордена, яка була затверджена папською буллою Урбана VII 27 червня 1625 року.
У 1615 році відбулося заснування монастиря Ордена у Ліоні. Жанна де Шанталь тепер є верховною настоятелькою і засновницею у всій Франції, і була обрана дванадцять разів настоятелькою дев'яти громад. Вона відвідує монастирі, і підтримує листування з майже всіма ними.
9 жовтня 1618 року було видано Перше видання правил і конституцій. 16 жовтня Павло V надає громаді візитанток статус ордену відповідно до Уставу Св. Августина.
1621 року було засновано ще два нові монастирі Ордена — у Мулені та Греноблі.
28 грудня 1622 року Франциск Салезький помирає в Ліоні — на цей час орден володіє 13 монастирями.
1624 року перша настоятелька починає складати проект звичаєвого права, яке буде надруковано в кінці року.
Між 1626 і 1627 роками вона змінює його і ті зміни будуть надруковані в 1628 році з її суворим наказом, щоб вони (записи) ніколи не полишали монастирів.
16 липня 1635 року питання про підлеглість настоятельці розглядалося єпископами Франції, які відходять від бажання святого Франциска Салезького про автономію монастирів.
В 1636 році в Ансі, засновується монастир святого Йосифа, з амбіціями стати справжнім великим монастирем.
На час 13 грудня 1640 року, після смерті Жанни де Шанталь, орден вже має 87 монастирів.
В 1657 році сестрам вдалося придбати «Дім Галереї», що став місцем школи-інтернату для дівчаток, до часу Французької революції.

Маргарита Марія Алякок. Автор невідомий. XIX ст.

У 1671 році до візитанток приєдналася Марія Алякок, одна з найідоміших візитанток — саме через неї візитантки відомі у світі як релігійний орден, що шанує Найсвятіше Серце Ісуса
В серпні 1792 року Орден візитанток, як і всі релігійні ордени, був заборонений у Франції. 129 французьких громад були скасовані у 1793 році. Сестри спробували втекти до Італії, взявши з собою мощі Франциска Салезького та Жанни де Шанталь, але в місці, що знаходилося неподалік Дюену, святиню конфіскували і повернули у Ансі, дозволивши сестрам продовжувати свою подорож.
В 1805 році орден був відновлений у Франції Наполеоном I на прохання його матері Летиції. 51 монастирів були відновлені, а 14 нових були утворені ще до 1850 року.
22 червня 1822 року чотири сестри повернулися в Ансі і оселилися в «будинку Рекордон» у Сен-Клер, колишньому готелі в очікуванні будівництва нового монастиря на землі, розташовані між існуючими вулицями Рояль де ла Пост, Вагелас і Гар. Після чотирьох років роботи сестри змогли оселитися в їхній новій обителі. Але через швидку роботу він ще потребував багато роботи, яка триватиме до серпня 1878 року.
На початку ХХ століття, експропрійовані, візитантки встановили новий монастир в 1911 році біля підніжжя гори Семноз, поруч з майбутньою Церквою Відвідин, чиє будівництво почалося в 1909 році.

## Герб
Герб візитанток містить корону з золотим серцем червоного кольору, пронизаним двома стрілами пернатого срібла в чотирьох частинах серця, що носить ім'я Ісуса та Марії (IHS і МА одночасно), укладене в короні з вертикальними шипами, і з хрестом, що виростає з серця.